# Cvijanović Brdo
Cvijanović Brdo is een plaats in de gemeente Slunj in de Kroatische provincie Karlovac. De plaats telt 0 inwoners (2001).